# 空中城市
空中城市は、遠大集団が中国湖南省長沙市望城区に建設中であった超高層ビル。計画段階では空中城市という名称が用いられていた。報道機関によっては天空都市とも表記される。
完成すれば、高さとしてはドバイのブルジュ・ハリーファの828mを上回る838mという世界一のタワーとなる。
計画は2011年に発表されたが、当局が建設を許可しなかったため、着工が遅れていた。その後、2012年6月頃に着工し、同年内に完成させる予定であるとも報道された。
2013年7月20日に着工式が行われ、竣工予定は2014年4月とされた。基礎を含まない工期はわずか7ヶ月。これは90%を工場で製造し、現場工事を通常の建築の10%に抑えることで可能とされ、工場での製造には20,000人で4ヶ月を要し、現場での工事には3,000人で3ヶ月を要する計画であった。しかし、法的な建設認可の手続きが取られていないとして、7月24日に当局から手続き完了まで建設を中止するよう命じられた。
2016年初頭の時点で建設は再開されておらず、建設予定地は養殖場となっている。